# Pedro da Silva (Leichtathlet)
Pedro da Silva (Pedro Ferreira da Silva Filho; * 24. Oktober 1966) ist ein ehemaliger brasilianischer Zehnkämpfer.
Bei den Weltmeisterschaften 1987 in Rom beendete er nicht den Wettbewerb.
1991 siegte er bei den Panamerikanischen Spielen in Havanna. Bei den Weltmeisterschaften in Tokio ereilte ihn ein vorzeitiges Aus, nachdem er im 110-Meter-Hürdenlauf nicht das Ziel erreichte.
Bei den Olympischen Spielen 1992 in Barcelona war der Wettkampf für ihn zu Ende, als ihm im Diskuswurf kein gültiger Versuch gelang.
1995 wurde er Fünfter bei den Panamerikanischen Spielen in Mar del Plata und siegte bei den Südamerikameisterschaften in Manaus.
Seine persönliche Bestleistung von 8266 Punkten stellte er am 23. April 1987 in Walnut auf.